# Овчинникови (Котельницький район)
Овчи́нникови (рос. Овчинниковы) — присілок у складі Котельницького району Кіровської області, Росія. Входить до складу Юр'євського сільського поселення.
Населення становить 4 особи (2010, 5 у 2002).
Національний склад станом на 2002 рік — росіяни 100 %.